# Paleoindijanci
Paleoindijanci (grč. παλαιός - star) je naziv za Indijance koji su došli i na američki kontinent i naselili ga tijekom posljednje, kvartarne oledbe mlađeg pleistocena. Pojam Paleoindijanaca primjenjuje se posebno na litsko razdoblje na zapadnoj polutci. Nije isto što i starije kameno doba (paleolit). Poslije litskog razdoblja, slijedila su ova razdoblja, redom: arhajsko razdoblje (mezoindijansko), pa formativno (neoindijansko), klasično razdoblje i poslijeklasično razdoblje.